# Dafosi-Grotten
Die Dafosi-Grotten (chinesisch 大佛寺石窟, Pinyin Dàfósì shíkū, englisch Great Buddhist Temple Grottoes/Grotto Temple of the Great Buddha, „Grotten im Tempelkloster des Großen Buddha“) ist eine Höhlentempelanlage zehn Kilometer östlich der kreisfreien Stadt Binzhou der chinesischen Provinz Shaanxi.   
Das Kloster wurde in den ersten Jahren der Tang-Dynastie in der Ära Tang Taizong oder früher gegründet. Es besteht aus 107 Felshöhlen mit zahlreichen Schreinen und insgesamt fast 1500 Skulpturen. Allein in der Höhle des Großen Buddha (Amitabha) sind etwa 1000 Bildnisse erhalten, das größte misst 27 Meter, das kleinste 2 Zentimeter.
Seit 1988 stehen die Dafosi-Grotten auf der Liste der Denkmäler der Volksrepublik China (3–49), seit 2014 sind sie Bestandteil der UNESCO-Welterbestätte mit dem Titel Seidenstraßen: das Straßennetzwerk des Chang'an-Tianshan-Korridors.